# غرابلاند
غرابلاند (بالإنجليزية: Grapeland, Texas)‏ هي مدينة تقع بولاية تكساس في شمال شرق الولايات المتحدة. تبلغ مساحة هذه المدينة 5.1 (كم²)، وترتفع عن سطح البحر 144 م، بلغ عدد سكانها 1489 نسمة في عام 2010 حسب إحصاء مكتب تعداد الولايات المتحدة وتصل الكثافة السكانية فيها 283.2 نسمة/كم2.

## التركيبة السكانية
حدّد مكتب تعداد الولايات المتحدة بيانات التركيبة السكانية لغرابلاند في تعداد الولايات المتحدة. في ما يلي، التركيبة السكانية حسب تعدادي 2000 و2010.

### تعداد عام 2000
بلغ عدد سكان غرابلاند 1,451 نسمة بحسب تعداد عام 2000، وبلغ عدد الأسر 583 أسرة وعدد العائلات 378 عائلة مقيمة في المدينة. في حين سجلت الكثافة السكانية 216.6 نسمة لكل كيلومتر مربع (561.0/ميل2). وبلغ عدد الوحدات السكنية 726 وحدة بمتوسط كثافة قدره 108.4 لكل كيلومتر مربع (280.8/ميل2).
وتوزع التركيب العرقي للمدينة بنسبة 63.27% من البيض و34.94% من الأمريكيين الأفارقة و0.62% من الأمريكيين الأصليين و0.07% من الأمريكيين ذوي الأصول الآسيوية و0.07% من سكان جزر المحيط الهادئ و0.83% من الأعراق الأخرى و0.21% من عرقين مختلطين أو أكثر و1.65% من الهسبانيون أو اللاتينيون من أي عرق.
بلغ عدد الأسر 583 أسرة كانت نسبة 33.1% منها لديها أطفال تحت سن الثامنة عشر تعيش معهم، وبلغت نسبة الأزواج القاطنين مع بعضهم البعض 43.1% من أصل المجموع الكلي للأسر، ونسبة 19.2% من الأسر كان لديها معيلات من الإناث دون وجود شريك،  بينما كانت نسبة 2.6% من الأسر لديها معيلون من الذكور دون وجود شريكة وكانت نسبة 35.2% من غير العائلات. تألفت نسبة 34.3% من أصل جميع الأسر من عدة أفراد يعيشون في نفس المنزل ونسبة 20.6% كانت تتألف من شخص يعيش بمفرده يبلغ من العمر 65 عاماً أو أكثر. وبلغ متوسط حجم الأسرة المعيشية 2.39، أما متوسط حجم العائلات فبلغ 3.08.
بلغ العمر الوسطي للسكان 41.5 عاماً. وكانت نسبة 26.4% من القاطنين تحت سن الثامنة عشر، وكانت نسبة 7.1% بين الثامنة عشر والرابعة والعشرين عاماً، ونسبة 21.2% كانت واقعةً في الفئة العمرية ما بين الخامسة والعشرين والرابعة والأربعين عاماً، ونسبة 20.5% كانت ما بين الخامسة والأربعين والرابعة والستين، ونسبة 20.7% كانت ضمن فئة الخامسة والستين عاماً فما فوق. يوجد لكل 100 أنثى 83.3 ذكر، ويوجد لكل 100 أنثى في الثامنة عشر من عمرها فما فوق 75.7 ذكر.
بلغ متوسط دخل الأسرة في المدينة 22,361 دولارًا، أما متوسط دخل العائلة فبلغ 30,250 دولارًا. وكان متوسط دخل الذكور 26,964 دولارًا مقابل 18,906 دولارًا للإناث. وسجل دخل الفرد الخاص بالمدينة 13,736 دولارًا. وكانت نسبة 20.4% من العائلات ونسبة 23.5% من السكان تحت خط الفقر، وكان من هؤلاء نسبة 29.2% تحت سن الثامنة عشر ونسبة 19% في الخامسة والستين من العمر وما فوق.

### تعداد عام 2010
بلغ عدد سكان غرابلاند 1,489 نسمة بحسب تعداد عام 2010، وبلغ عدد الأسر 634 أسرة وعدد العائلات 400 عائلة مقيمة في المدينة. في حين سجلت الكثافة السكانية 222.2 نسمة لكل كيلومتر مربع (575.5/ميل2). وبلغ عدد الوحدات السكنية 786 وحدة بمتوسط كثافة قدره 117.3 لكل كيلومتر مربع (303.8/ميل2).
وتوزع التركيب العرقي للمدينة بنسبة 63.87% من البيض و34.05% من الأمريكيين الأفارقة و0.54% من الأمريكيين الأصليين و0.20% من الأمريكيين ذوي الأصول الآسيوية و0.54% من الأعراق الأخرى و0.81% من عرقين مختلطين أو أكثر و3.09% من الهسبانيون أو اللاتينيون من أي عرق.
بلغ عدد الأسر 634 أسرة كانت نسبة 28.4% منها لديها أطفال تحت سن الثامنة عشر تعيش معهم، وبلغت نسبة الأزواج القاطنين مع بعضهم البعض 39.1% من أصل المجموع الكلي للأسر، ونسبة 19.9% من الأسر كان لديها معيلات من الإناث دون وجود شريك،  بينما كانت نسبة 4.1% من الأسر لديها معيلون من الذكور دون وجود شريكة وكانت نسبة 36.9% من غير العائلات. تألفت نسبة 33.9% من أصل جميع الأسر من عدة أفراد يعيشون في نفس المنزل ونسبة 19.6% كانت تتألف من شخص يعيش بمفرده يبلغ من العمر 65 عاماً أو أكثر. وبلغ متوسط حجم الأسرة المعيشية 2.35، أما متوسط حجم العائلات فبلغ 2.97.
بلغ العمر الوسطي للسكان 44.0 عاماً. وكانت نسبة 23% من القاطنين تحت سن الثامنة عشر، وكانت نسبة 7.6% بين الثامنة عشر والرابعة والعشرين عاماً، ونسبة 20.5% كانت واقعةً في الفئة العمرية ما بين الخامسة والعشرين والرابعة والأربعين عاماً، ونسبة 25.7% كانت ما بين الخامسة والأربعين والرابعة والستين، ونسبة 23.3% كانت ضمن فئة الخامسة والستين عاماً فما فوق. وتوزع التركيب الجنسي للسكان بنسبة 44.9% ذكور و55.1% إناث.

## أعلام
- توني جونز
- روث جان سيمونز

## وصلات خارجية
- The US50 - Cities and Towns in Texas State